# Вильгельм Булонский
Вильгельм де Блуа (фр. Guillaume de Blois; ок. 1137 — 11 октября 1159) — младший сын английского короля Стефана Блуаского, граф Булони и граф де Мортен с 1153 года.

## Биография
Вильгельм был младшим сыном Стефана Блуаского, короля Англии, и Матильды Булонской, графини Булони. В отличие от своего старшего брата Евстахия, Вильгельм не принимал активного участия в гражданской войне в Англии 1135—1154 годов. В 1148 году он женился на Изабелле де Варенн, дочери Вильгельма, графа Суррея, и наследнице обширных владений дома де Варенн. В результате этого брака Вильгельм Булонский стал одним из самых богатых баронов Англии: земли Вареннов включали более 200 маноров в Суссексе, Норфолке, Йоркшире и многих других английских графствах. 
После смерти Евстахия в 1153 году Вильгельму перешло Булонское графство, а сам он стал наследником английской короны. Однако к этому времени перевес в гражданской войне между королём Стефаном и императрицей Матильдой склонился на сторону последней. В Англии успешно действовали войска Генриха Плантагенета, сына Матильды, которому удалось установить контроль над значительной частью страны. Англонормандские бароны стали переходить на сторону Генриха, ослабляя социальную базу Стефана. Стареющий король, утомлённый двадцатилетием гражданской войны и сломленный смертью старшего сына, также решил пойти на компромисс, обеспечив, тем не менее, интересы своей семьи. В ноябре 1153 года были согласованы, а 25 декабря подписаны условия Уоллингфордского договора между королём Стефаном и Генрихом Плантагенетом. Этот договор положил конец гражданской войне и эпохе феодальной анархии в Англии. Стефан признал своим наследником на английском престоле Генриха, а тот гарантировал сохранение за Вильгельмом Булонским его владений в Англии и Нормандии (графство Мортен,  Ланкашир, Ай и земли Булонского дома, а также все земли и замки дома де Варенн). 
В 1154 году Стефан Блуаский скончался. Королём Англии стал Генрих II Плантагенет. Генрих твёрдо следовал условиям Уоллингфордского договора и утвердил Вильгельма Булонского в его владениях, включая графство Мортен, которое с 1141 года находилось под контролем анжуйцев. Вильгельм, в свою очередь, до конца жизни сохранял верность новому королю. Хотя Гервасий Кентерберийский в своей хронике упоминает об участии Вильгельма Булонского в заговоре фламандских наёмников в Англии против Генриха II, раскрытом в 1154 году, подтверждений этому сообщению нет. В 1159 году Вильгельм сопровождал короля в его экспедиции в Лангедок, во время которой граф Булонский скончался.

## Семья
Вильгельм Булонский был женат на Изабелле де Варенн (ум. 1203), дочери и наследнице Вильгельма де Варенна, 3-го графа Суррей. Детей они не имели. Со смертью Вильгельма Булонского угасло мужское потомство короля Стефана Блуаского. Графство Булонь и прочие владения семьи унаследовала сестра Вильгельма Мария Булонская. Изабелла де Варенн после смерти супруга сочеталась вторым браком с Гамелином Плантагенетом, единокровным братом короля Генриха II, в результате чего обширные владения Вареннов перешли к Гамелину и его потомкам из Второго дома де Варенн.